# OpenOffice Impress
OpenOffice Impress (ранее OpenOffice.org Impress) — программа подготовки презентаций, входит в состав Apache OpenOffice и OpenOffice.org. Способна создавать PDF файлы из презентаций, может открывать, редактировать и сохранять файлы в нескольких форматах, включая собственный формат .ODP, а также .PPT и .PPTX который используется в Microsoft PowerPoint.
По умолчанию в OpenOffice Impress присутствует мало встроенных шаблонов, но имеется возможность скачать множество других шаблонов с официального сайта.
Пользователи OpenOffice Impress могут установить Open Clip Art Library, которая содержит большую галерею изображений для использования в презентациях и рисунках. Debian, Gentoo и Ubuntu содержат пакет openclipart, готовый для скачивания и установки из онлайн-репозиториев программного обеспечения.